# Ariston Thermo
Die Ariston Group mit Sitz in Fabriano (Provinz Ancona) ist ein italienisches Unternehmen der Heiztechnik.

## Geschichte
Ariston Thermo und die Marke Ariston gehen auf das Erbe von Aristide Merloni zurück, der sich im Jahr 1930 als Hersteller von Waagen selbständig machte. Später begann auch die Produktion von Flüssiggasflaschen, Gaskochern und Warmwasserboilern unter der Marke Ariston.
Nach dem Tod des Gründers wurde das Unternehmen 1975 unter seinen Söhnen aufgespalten: Ein Familienzweig führte das Haushaltsgerätegeschäft fort, ab 2005 unter dem Namen Indesit. Der Familienzweig Francesco Merloni übernahm das Geschäft mit Wasserboilern. Im Jahr 2009 firmierte das Unternehmen Merloni Termosanitari (MTS) in neuen Namen Ariston Thermo um. Indesit verzichtet seit dem Jahr 2011 darauf, mit der traditionsreichen Marke Ariston zu werben.
Im September 2022 wurde bekannt gegeben, dass Ariston die Sparte Climate Systems des deutschen Gebäudetechnikspezialisten Centrotec übernehmen will.

## Unternehmen
Das Unternehmen erwirtschaftet rund 70 % seines Umsatzes in Europa, 20 % in Asien und 10 % in Amerika. Mehr als zwei Drittel der Belegschaft arbeitet in Europa, der Rest in Asien und Amerika. Von den weltweit 19 Fabriken befinden sich sieben in Italien, davon fünf in der heimischen Provinz Ancona. In Deutschland und in der Schweiz ist die Gruppe vorwiegend über die Marke ELCO vertreten.

## Produkte
Neben der ursprünglichen Herstellung elektrischer Warmwassergeräte produziert Ariston Thermo in erheblichem Umfang Brenner. Des Weiteren zählen Sonnenkollektoren und Wärmepumpen zum Portfolio.